# Luis de Vargas
Luis de Vargas, španski slikar, * 1502, † 1568.